# Anolis caudalis
Anolis caudalis este o specie de șopârle din genul Anolis, familia Polychrotidae, descrisă de L.C. Cochran în anul 1932. Conform Catalogue of Life specia Anolis caudalis nu are subspecii cunoscute.